# 都头王
都头王（?—?），是東扶餘君主曷思王的孙子，曷思王之后，成为扶餘王。公元68年八月，都頭举國降高句丽，高句丽太祖王高宫以都頭爲于台。之后，東扶餘更加衰落，而且世系不明，直到汉安帝永宁元年（120年），才有扶餘王子尉仇台的纪录，不过以后关于扶餘国的史料多数都是出自中国的正史，而不是朝鲜半岛的《三國史記》了。

## 参照
- 扶餘國
- 三國史記　高句麗本紀 （页面存档备份，存于）

| 前任： 祖父曷思王 | 夫餘王 66年—68年 | 繼任： 世系不明 夫台或尉仇台 |